# Spiradiclis petrophila
Spiradiclis petrophila är en måreväxtart som beskrevs av Hsien Shui Lo. Spiradiclis petrophila ingår i släktet Spiradiclis och familjen måreväxter. Inga underarter finns listade i Catalogue of Life.